# Глава Республики Дагестан
Глава Республики Дагестан — глава республики и высшее должностное лицо, возглавляющее систему исполнительных органов государственной власти Республики Дагестан.
Глава Дагестана проводит политику, направленную на обеспечение соблюдения Конституции Российской Федерации и федеральных законов, Конституции Республики Дагестан и законов Дагестана, а также равноправия народов, прав и свобод человека и гражданина и сохранение единства и территориальной целостности Республики Дагестан. Главой Республики не может быть лицо моложе 30 лет.
Срок полномочий — пять лет. Избирается депутатами Народного собрания Республики Дагестан из числа трёх кандидатов, представленных президентом РФ.

## История

### Председатель Госсовета
С 1994 года высшую исполнительную власть в Республике Дагестан осуществлял Государственный Совет Республики Дагестан, который избирался Конституционным собранием и куда входили представители 14 «основных» дагестанских народов. Председателем Госсовета Дагестана с 1994 года являлся Магомедали Магомедов, даргинец по национальности.
Летом 2002 года Конституционное собрание Республики Дагестан в очередной раз избрало председателем Госсовета Магомедали Магомедова. Срок его полномочий составлял 4 года.
В 2003 году в ходе построения Кремлём вертикали власти и приведения региональных законодательств в соответствие с Конституцией РФ в Дагестане была принята новая конституция. 10 июля 2003 года Конституционное собрание приняло новую Конституцию Республики Дагестан, в соответствии с которой в республике вводилась должность президента республики. Первые прямые и всенародные выборы президента республики должны были состояться в 2006 году, после окончания срока полномочий действующего состава Госсовета Республики Дагестан, который упразднялся.
Однако в 2004 году по инициативе президента России В. В. Путина избрание высших должностных лиц во всех субъектах Российской Федерации было изменено на назначение законодательными органами по представлению президента России. Действующие главы субъектов Российской Федерации получили возможность обратиться к президенту с просьбой о переназначении. Конституционный суд РФ в 2005 году подтвердил конституционность назначения глав субъектов Российской Федерации, фактически пересмотрев свою правовую позицию 10-летней давности.

### Президент
16 февраля 2006 года председатель Госсовета Дагестана 75-летний Магомедали Магомедов, срок полномочий которого истекал лишь в июне 2006 года, после встречи с президентом России Владимиром Путиным заявил, что решил досрочно сложить полномочия Через полпреда президента в Южном федеральном округе Дмитрия Козака Путину были предложены три кандидатуры, выдвинутые уходящим главой республики, Союзом местных властей и рядом общественных организаций. 20 февраля президент Путин внёс на рассмотрение Народного собрания Республики Дагестан кандидатуру Муху Алиева для наделения его полномочиями президента Республики Дагестан сроком на 4 года. Депутаты утвердили кандидатуру Алиева почти немедленно — в течение нескольких часов. За утверждение Алиева проголосовал 101 депутат Народного собрания республики, один парламентарий был против.
Президентский срок Муху Алиева заканчивался в феврале 2010 года, но уже 19 ноября 2009 года партия «Единая Россия» внесла на рассмотрение президента России Дмитрия Медведева список кандидатов в президенты Дагестана. Медведев выбрал одну из пяти предложенных ему кандидатур — Магомедсалама Магомедова — и внёс её на утверждение в дагестанский парламент. 10 февраля 2010 года Народное собрание Дагестана единогласно утвердило Магомедова новым президентом республики. 20 февраля Магомедов принёс присягу и официально вступил в должность президента Дагестана. Срок его полномочий составлял 5 лет.

### Глава
В декабре 2010 года президент РФ Дмитрий Медведев подписал закон, который запретил именовать глав субъектов РФ словом «президент», при этом регионы могли сами выбирать название для руководителя в соответствии со своими историческими традициями. Регионы должны были привести свои конституции или уставы в соответствие с принятым законом до 1 января 2015 года. В июле 2011 года депутаты Народного собрания Республики Дагестан единогласно поддержали закон о поправках в конституцию республики, меняющих название высшей должности с «президент Республики Дагестан» на «глава Республики Дагестан». Изменения одобрили его сразу в двух чтениях, а затем закон подписал президент Дагестана М. Магомедов. Закон вступил в силу с 1 января 2014 года.
В мае 2012 года по инициативе президента России Дмитрия Медведева был принят федеральный закон, предусматривающий возвращение прямых выборов глав регионов. Закон вступил в силу 1 июня 2012 года. Согласно указанному закону первые выборы высших должностных лиц должны были состояться 14 октября 2012 года в тех субъектах Российской Федерации, где срок истечения полномочий действующих высших должностных лиц истекает с 1 июня по 31 декабря 2012 года. В июне 2012 года Народным собранием Дагестана был принят закон «О выборах президента Республики Дагестан», согласно которому президент республики избирается прямым всенародным голосованием, однако самовыдвиженцы не могут принять участие в выборах, а кандидаты от партий должны преодолеть 10-процентный муниципальный барьер. Глава избирается сроком на 5 лет и не может занимать указанную должность более двух сроков подряд.
Осенью 2012 года был принят закон о едином дне голосования, согласно которому выборы в России будут проводиться лишь один раз в году — во второе воскресенье сентября. Прежде региональные и местные выборы проходили два раза в год — в марте и октябре.
23 января 2013 года состоялась досрочная отставка президента Республики Дагестан Магомедсалама Магомедова — официально он подал в отставку по собственному желанию. А 28 января президент России Владимир Путин назначил временно исполняющим обязанности президента Республики Дагестан Рамазана Абдулатипова. Предполагалось, что Абдулатипов будет руководить республикой до сентября 2013 года, когда должны были состояться досрочные выборы президента Республики Дагестан.
1 апреля 2013 года вр. и. о. президента Дагестана Рамазан Абдулатипов заявил, что Дагестан может отказаться от проведения прямых выборов главы региона. По его мнению, выбирать главу, скорее всего, будет парламент, так как необходимо учитывать специфику республики. Одновременно Абдулатипов заявил, что ему самому ближе всенародные выборы, на которых он готов баллотироваться. 18 апреля депутаты Народного собрания Дагестана проголосовали за возможность самостоятельно назначать главу республики. За высказались 74 депутата, против — 9 депутатов, трое воздержались. Таким образом Республика Дагестан стала первым субъектом РФ, отказавшимся от прямых выборов главы региона.
Затем депутаты Народного собрания решили, что для голосования по кандидатурам на должность президента республики они соберутся на внеочередной сессии в Единый день голосования 8 сентября 2013 года. 19 августа президент России Владимир Путин внёс на рассмотрение Народного собрания Дагестана три кандидатуры на пост главы республики: вр. и. о. президента Дагестана Рамазана Абдулатипова, министра труда и социального развития республики Малика Баглиева и уполномоченного по правам человека в Дагестане Уммупазиль Омарову. 8 сентября 2013 года депутаты Народного собрания большинством голосов избрали президентом Дагестана Рамазана Абдулатипова. За его кандидатуру проголосовали 86 из 88 депутатов. В течение получаса Абдулатипов принёс присягу и вступил в должность.
3 октября 2017 года президент России Владимир Путин назначил временно исполняющим обязанности главы Дагестана заместителя председателя Государственной Думы Владимира Васильева (казаха по отцу и русского по матери), таким образом, впервые в новейшей истории руководителем республики стал представитель ни одного из крупнейших народов Дагестана.
5 октября 2020 года президент России Владимир Путин назначил временно исполняющим обязанности главы Дагестана Меликова Сергея.

## Вступление в должность
Глава вступает в должность на тридцатый день после избрания, с момента принесения народу следующей присяги: «Клянусь верно служить многонациональному дагестанскому народу, соблюдать Конституцию Российской Федерации, федеральные законы, Конституцию Республики Дагестан и законы Республики Дагестан, уважать и охранять права и свободы человека и гражданина, единство и территориальную целостность Республики Дагестан, честно и добросовестно выполнять возложенные на меня высокие обязанности главы Республики Дагестан».
Присяга приносится в торжественной обстановке в присутствии депутатов Народного Собрания Республики Дагестан и судей Конституционного Суда Республики Дагестан. Глава присягает на Конституции Республики. После принесения присяги исполняется Государственный гимн Республики Дагестан.

## Полномочия
- 1) назначает Председателя Правительства Республики Дагестан;
- 2) по предложению Председателя Правительства Республики Дагестан формирует Правительство Республики Дагестан;
- 3) представляет Народному Собранию Республики Дагестан кандидатуры для назначения на должности судей Конституционного Суда Республики Дагестан, мировых судей;
- 4) принимает решение о досрочном прекращении полномочий Народного Собрания Республики Дагестан, в случае принятия им закона или иного нормативного правового акта, противоречащего Конституции Российской Федерации, федеральным законам, принятым по предметам ведения Российской Федерации и предметам совместного ведения Российской Федерации и Республики Дагестан, Конституции Республики Дагестан, если такие противоречия установлены соответствующим судом, а Народное Собрание Республики Дагестан не устранило их в срок, установленный законом;
- 5) назначает дату внеочередных выборов в Народное Собрание Республики Дагестан в случае досрочного прекращения полномочий Народного Собрания Республики Дагестан;
- 6) принимает решение об отставке Правительства Республики Дагестан, членов Правительства Республики Дагестан;
- 7) назначает и отзывает после консультаций с соответствующими комитетами Народного Собрания Республики Дагестан представителей Республики Дагестан;
- 8) утверждает по предложению Председателя Правительства Республики Дагестан перечень республиканских органов исполнительной власти;
- 9) проводит кадровую политику;
- 10) формирует и возглавляет Совет Безопасности Республики Дагестан;
- 11) формирует Администрацию Президента Республики Дагестан;
- 12) награждает государственными наградами Республики Дагестан, присваивает почётные и специальные звания Республики Дагестан, представляет к награждению государственными наградами Российской Федерации;
- 13) ведет переговоры и подписывает договоры, иные соглашения от имени Республики Дагестан;
- 14) подписывает и обнародует законы Республики Дагестан, издает указы и распоряжения;
- 15) обращается к Народному Собранию Республики Дагестан с ежегодным посланием о положении в республике;
- 16) имеет право участия и внеочередного выступления на заседаниях Народного Собрания Республики Дагестан;
- 17) представляет Народному Собранию Республики Дагестан проект республиканского бюджета Республики Дагестан и отчет о его исполнении, проекты программ социально-экономического развития Республики Дагестан и отчеты об их выполнении;
- 18) осуществляет иные полномочия в соответствии с Конституцией Российской Федерации, федеральными законами, Конституцией Республики Дагестан и законами Республики Дагестан, а также договорами и соглашениями, заключенными от имени Республики Дагестан.

## Досрочное освобождение от должности
Глава Республики Дагестан может быть досрочно освобожден от должности в случаях:
- 1) его смерти;
- 2) его отставки в связи с выражением ему недоверия Народным Собранием Республики Дагестан;
- 3) его отставки по собственному желанию;
- 4) отрешения его от должности Президентом Российской Федерации в соответствии с федеральным законом;
- 5) признания его судом недееспособным или ограниченно дееспособным;
- 6) признания его судом безвестно отсутствующим или объявления его умершим;
- 7) вступления в отношении его в законную силу обвинительного приговора суда;
- 8) его выезда за пределы Российской Федерации на постоянное место жительства;
- 9) утраты им гражданства Российской Федерации;
- 10) его отзыва избирателями на основании и в порядке, установленных законом.

## Символ главы Республики Дагестан

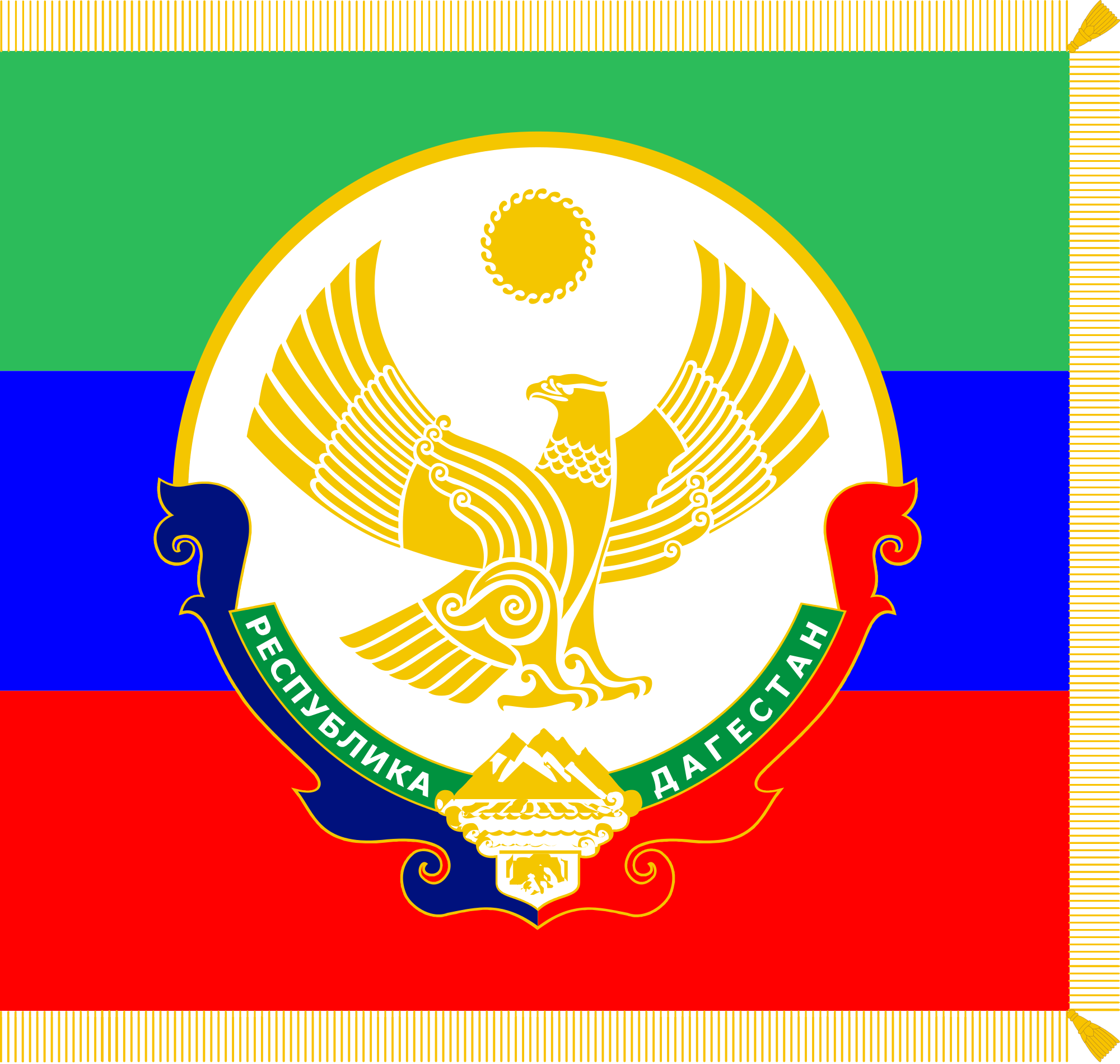
Штандарт главы Дагестана

Символом главы в Республике Дагестан является штандарт главы Республики Дагестан.
Штандарт главы Республики Дагестан представляет собой квадратное полотнище из трёх равновеликих горизонтальных полос: верхней — зелёного, средней — голубого и нижней — красного цвета государственного символа Республики Дагестан.
В центре — круглый геральдический щит, изображающий государственную символику Республики Дагестан.
Полотнище окаймлено бахромой золотого цвета.
На древке штандарта крепится серебряная скоба.
Постоянным местонахождением оригинала штандарта главы Республики Дагестан является служебный кабинет главы Республики Дагестан в его резиденции в столице Республики Дагестан городе Махачкале.
Дубликат штандарта главы Республики Дагестан поднимается также над другими резиденциями во время пребывания в них главы Республики Дагестан.

## Список руководителей Дагестана
| № | Руководитель                          | Фотография | Количество сроков | Даты нахождения в должности | Даты нахождения в должности                                                        | Партийность                              | Национальность |
| - | ------------------------------------- | ---------- | ----------------- | --------------------------- | ---------------------------------------------------------------------------------- | ---------------------------------------- | -------------- |
| 1 | Магомедали Магомедович Магомедов      |            | 4                 | 13 мая 1991                 | 20 февраля 2006                                                                    | Коммунистическая партия Советского Союза | даргинец       |
| 2 | Муху Гимбатович Алиев                 |            | 1                 | 20 февраля 2006             | 20 февраля 2010                                                                    | Коммунистическая партия Советского Союза | аварец         |
| 3 | Магомедсалам Магомедалиевич Магомедов |            | 1                 | 20 февраля 2010             | (досрочно отстранен от полномочия, указом Президента РФ № 44, 28 января 2013 года) | Единая Россия                            | даргинец       |
| 4 | Рамазан Гаджимурадович Абдулатипов    |            | 1                 | 28 января 2013              | 3 октября 2017                                                                     | Единая Россия                            | аварец         |
| 5 | Владимир Абдуалиевич Васильев         |            | 1                 | 9 сентября 2018             | 5 октября 2020                                                                     | Единая Россия                            | казах/русский  |
| 6 | Сергей Алимович Меликов               |            | 1                 | 14 октября 2021             | настоящее время                                                                    | беспартийный                             | лезгин/русский |